# نزهة بوشارب
نزهة بوشارب هي سياسية مغربية في حزب الحركة الشعبية.

## المسار الدراسي
المسار الدراسي لنزهة بوشارب:
- خريجة جامعة محمد الخامس بالرباط شعبة تدبير الموارد المائية
- حاصلة على شهادة الدكتورة في البيئة والتنمية المجالية من المدرسة المحمدية للمهندسين
- حاصلة على شهادة من المعهد العالي للتجارة و إدارة المقاولات

## مناصب
- نائبة رئيس المجلس العلمي لغرفة المناخ المتوسطي.
- رئيسة شبكة التواصل الدولية “ Connectingroup International”[3]‘[4]‘.[5]
- عضوة بالمكتب السياسي لحزب الحركة الشعبية.
- رئيسة منظمة النساء الحركيات.
- مستشارة في ديوان وزير التعمير وإعداد التراب.الوطني ادريس مرون في حكومة بنكيران الثانية من 20 مايو.2015 إلى 5 أبريل 2017.
- وزيرة إعداد التراب الوطني والتعمير والإسكان وسياسية المدينة من 9 أكتوبر 2019 إلى 7 أكتوبر 2021 في حكومة العثماني الثانية.[6]’[7]’[8]‘[9][10]